# Křivoklát
Křivoklát (en allemand : Pürglitz) est un bourg (mestys) du district de Rakovník, dans la région de Bohême-Centrale, en République tchèque. Sa population s'élevait à 673 habitants en 2020.

## Géographie
Křivoklát est arrosée par la rivière Berounka qui borde la commune à l'est, au sud et au sud-ouest ; elle se trouve à 13 km au sud-est de Rakovník et à 41 km à l'ouest-sud-ouest de Prague.
La commune est limitée par Městečko au nord, par Zbečno à l'est et au sud, et par Roztoky et Velká Buková à l'ouest.
À proximité, se trouve le centre de vacances de Machův Mlyn.

## Histoire
La première mention écrite de la localité date de 1110. Le château a été fondé au XIIe siècle. Aux XIVe et XVe siècles, les premières maisons ont été construites au-dessous du château formant un hameau connu sous le nom de Budy. Le hameau voisin de Čamrdoves a grandi et aux XVIIe et XVIIIe siècles, ils formèrent un village. En 1886, les hameaux de Budy, Amalín, Čamrdoves et Častonice furent réunis en une unité administrative unique, la commune de Křivoklát. La commune a le statut de mestys depuis le 1er décembre 2006.

## Patrimoine
- Château de Křivoklat

## Personnalité
- Edward Kelley (1555-1597), un alchimiste anglais, y fut emprisonné.
- Aneta Šmrhová, actrice et modèle pornographique
- Charles IV (1316-1378), Empereur des Romains de 1346 à 1378.